# Броненосни крайцери тип „Империйо̀з“
Империйо̀з (на английски: Imperieuse, произнася се Империйо̀з) са серия броненосни крайцери на Кралския военноморски флот. Представляват развитие на проекта „Нелсън“. Всичко от проекта са построени две единици: „Империйо̀з“ (на английски: HMS Imperieuse) и „Уорспайт“ (на английски: HMS Warspite). Като проект са оценени като неуспешни и не получават развитие. Линията на британските броненосни крайцери получава развитие в следващата серия крайцери от типа „Орландо“.
Руският имперски флот построява по образец на „Империйо̀з“ броненосния крайцер „Адмирал Нахимов“.

## Конструкция

### Силова установка
Две парни машини тип „Компаунд“ с обратен ход, 12 парни котли. Запаса на въглища е 1130 тона.

### Брониране
Тесен броневи пояс с дебелина 254 mm, броня тип „компаунд“, захлупен от 51 mm палуба, и 102 mm дебелина на бронепалубата на носа и кърмата. Оръдията имат кулоподобни щитове с 203 mm броня.

### Въоръжение
От четири 234 mm оръдия в четири палубни установки разположени ромбовидно (по едно на носа и кърмата и две по бордовете), а също и десет 152 mm оръдия.

## Представители на проекта
| Име                          | Корабостроителница            | Заложен на          | спуснат на вода     | влязъл в строй    |
| ---------------------------- | ----------------------------- | ------------------- | ------------------- | ----------------- |
| „Империйо̀з“ (HMS Imperieuse) | Portsmouth Dockyard, Портсмът | 10 август 1881 г.   | 18 декември 1883 г. | септември 1886 г. |
| „Уорспайт“ (HMS Warspite)    | Chatham Dockyard, Чатъм       | 25 октомври 1881 г. | 29 януари 1884 г.   | юни 1888 г.       |

## История на службата
„Imperieuse“ е заложен на 10 август 1881 г., спуснат е на вода на 18 декември 1883 г., влиза в строй през август 1886 г. През 1905 г. е превърнат в кораб-депо и преименуван на Sapphire (II), през 1909 г. му е върнато оригиналното име. Продаден за скрап през 1913 г.
„Warspite“ е заложен на 25 октомври 1881 г., спуснат е на вода на 29 януари 1884 г., встъпва в строй през юни 1888 г. Продаден за скрап през 1906 г. Затворът на едно от 152-милиметровите му оръдия се съхранява в Royal Military College of Science (Кралски колеж за военни науки) в Шривенхем (на английски: Shrivenham).

## Оценка проекта
В статия от 1886 г., сър Едуард Рийд (на английски: Sir Edward Reed) споделя мнението си, че тези кораби не заслужават да се нарекат „бронирани“, тъй като те не са бронирани в носа или кърмата, а само в средната част на корпуса – около 43 m по всеки борд. Ширината на бронепояса е само 2,4 m и по проект трябва да е около 1 m над водолинията, но поради значителното претоварване той е напълно под водата. В резултат те могли да се нарекат „бронирани“ само на хартия.
В резултат на претоварването са свалени четири от 152 mm оръдия. Първоначално са с ветрилно стъкмяване на бриг, но впоследствие то е премахнато и е оставена само една мачта между двата комина. Освободеният тонаж е използван за обратното монтиране на две от 152 mm оръдия.